# Трговина људима у Словенији
Трговина људима у Словенији је ратификовала Протокол УН о трговини људима из 2000. у мају 2004.
Словенија је 2008. године била транзитна, одредишна и у мањој мери изворна земља за мушкарце, жене и децу којима се тргује из Украјине, Словачке, Румуније, Молдавије, Бугарске, Колумбије, Доминиканске Републике, Турске, Албаније и Црне Горе за сврхе комерцијалне сексуалне експлоатације и присилног рада, укључујући и грађевинску индустрију. 2007. године, мушкарци са инвалидитетом из Словачке су пребачени у Словенију ради присилног просјачења. Словенке се тргују унутар земље или у друге европске земље ради комерцијалне сексуалне експлоатације. Влада Словеније у потпуности поштује минималне стандарде за елиминацију трговине људима. Влада је одржала своје снажне напоре у спровођењу закона и издашно финансирање помоћи жртвама током периода извештавања. Словенија је 2007. повећала средства за помоћ жртвама са 85.000 долара на 105.000 долара. Влада је такође повећала и диверзификовала своје напоре за подизање свести јавности.
Канцеларија америчког Стејт департмента за праћење и борбу против трговине људима ставила је земљу у „Ниво 1“ 2017. Постављен је на ниво 2 2023.
Од 2017. до 2021. године, влада је идентификовала 241 жртву трговине људима (у просеку 60 годишње), од којих су 85% биле жене; док је влада повећала своја средства у овој области, био је мали број кривичних осуда.
У 2023. години, Индекс организованог криминала дао је земљи оцену 4 од 10 за трговину људима.

## Тужилаштво (2008)
Влада је показала адекватне напоре за спровођење закона 2007. Влада забрањује све облике трговине људима кроз члан 387(а) свог кривичног закона, који прописује казне у распону од шест месеци до 10 година затвора. Ове казне су довољно строге и сразмерне онима које су прописане за друга тешка кривична дела, као што је силовање . Власти су спровеле шест истрага о трговини људима 2007. године, у односу на три 2006. године. Судови су процесуирали три случаја и осудили пет трговаца људима 2007. године, у односу на шест случајева процесуираних и седам трговаца људима осуђених 2006. године. Четири трговца људима изречене су казне у распону од 15 до 57 месеци затвора, а један осуђени трговац људима није одслужио казну затвора. Управа словеначке полиције је током 2008. године обезбедила осам обука за 165 полицајаца 

## Заштита (2008)
Влада Словеније је пружила квалитетну помоћ и заштиту жртвама током 2008. године, иако је број жртава којима су помагали и упућени државни службеници опао у 2007. години. Влада је обезбедила 105.000 долара двема невладиним организацијама за пружање краткорочне и продужене помоћи жртвама, укључујући смештај, рехабилитационо саветовање, медицинску помоћ, стручну обуку и правну помоћ. Ове невладине организације су 2007. године помогле 26 жртава или потенцијалних жртава у поређењу са 43 жртве којима је пружена помоћ у 2006. години. Влада је наставила да спроводи свој формализовани механизам за идентификацију и упућивање жртава током периода извештавања; међутим, током године, полиција је упутила само четири жртве невладиним организацијама за помоћ, у односу на 21 жртву из 2006. године. Након идентификације, жртве су добиле 90-дневни период за размишљање и охрабрене су да учествују у истрагама и кривичном гоњењу о трговини људима; стране жртве које помажу органима за спровођење закона имају право да остану у Словенији за време трајања суђења. Осам жртава је 2007. године помогло службеницима за спровођење закона у истрагама и кривичном гоњењу о трговини људима. Жртве нису кажњене за незаконите радње почињене као директна последица трговине људима.

## Превенција (2008)
Влада је повећала своје напоре у превенцији током 2008. Словенија је наставила да финансира невладину организацију која ће обезбедити часове свести о трговини људима за ученике у основним и средњим школама, достигавши 400 ученика, родитеља и наставника широм земље 2007. Уз државно финансирање, једна невладина организација је спровела радио кампању симулирајући позив жртве трговине људима на телефонску линију НВО како би подстакла жртве да траже помоћ. У септембру 2007. године, Министарство просвете увело је тему трговине људима у стандардни словеначки наставни план и програм основних школа. Словенија је наставила да надгледа своје границе у потрази за доказима трговине људима. Влада је наставила да словеначким трупама додељеним мировним мисијама на Косову иу Авганистану пружа обуку за подизање свести о трговини људима. Влада није предузела никакве мере да смањи потражњу за комерцијалним сексуалним односима.